# Генічеська протока

Міст над Тонкою протокою, що сполучає північний кінець Арабатської Стрілки з материком.

Гені́чеська протока (Тонка протока, Тонка Вода, Ceniske, Cengięke) — протока між північним кінцем Арабатської стрілки та материком. З'єднує Азовське море із затокою озера Сиваш. Довжина близько 4 км, ширина 80—150 м, глибина до 4,6 м. Порт — місто Генічеськ.
Гійом де Боплан у своєму «Описі України» від 1651 року зі слів запорозьких козаків досить точно схарактеризував Генічеську протоку, яку українці тоді називали Тонка Вода:
Тонка Вода [Tinkawoda] — це протока між суходолом і Косою. Має лише 200 кроків у ширину, і в штиль її можна перейти верхи на конях. Козаки переходять її табором, коли йдуть красти коней із ханського табуна.
Запорозькі козаки, а згодом і донці дуже часто використовували цю переправу під час військових походів в Крим.
Міст, споруджений над протокою Тонкою, є пам'ятком інженерної спадщини. Його розробив австрійський інженер Фрідріх Рот. Споруджений у 1951 р.